# Cayaponia ferruginea
Cayaponia ferruginea là một loài thực vật có hoa trong họ Cucurbitaceae. Loài này được Gomes-Klein mô tả khoa học đầu tiên năm 2005.